# Andrena fuscocalcarata
Andrena fuscocalcarata là một loài Hymenoptera trong họ Andrenidae. Loài này được Morawitz mô tả khoa học năm 1877.

## Hình ảnh

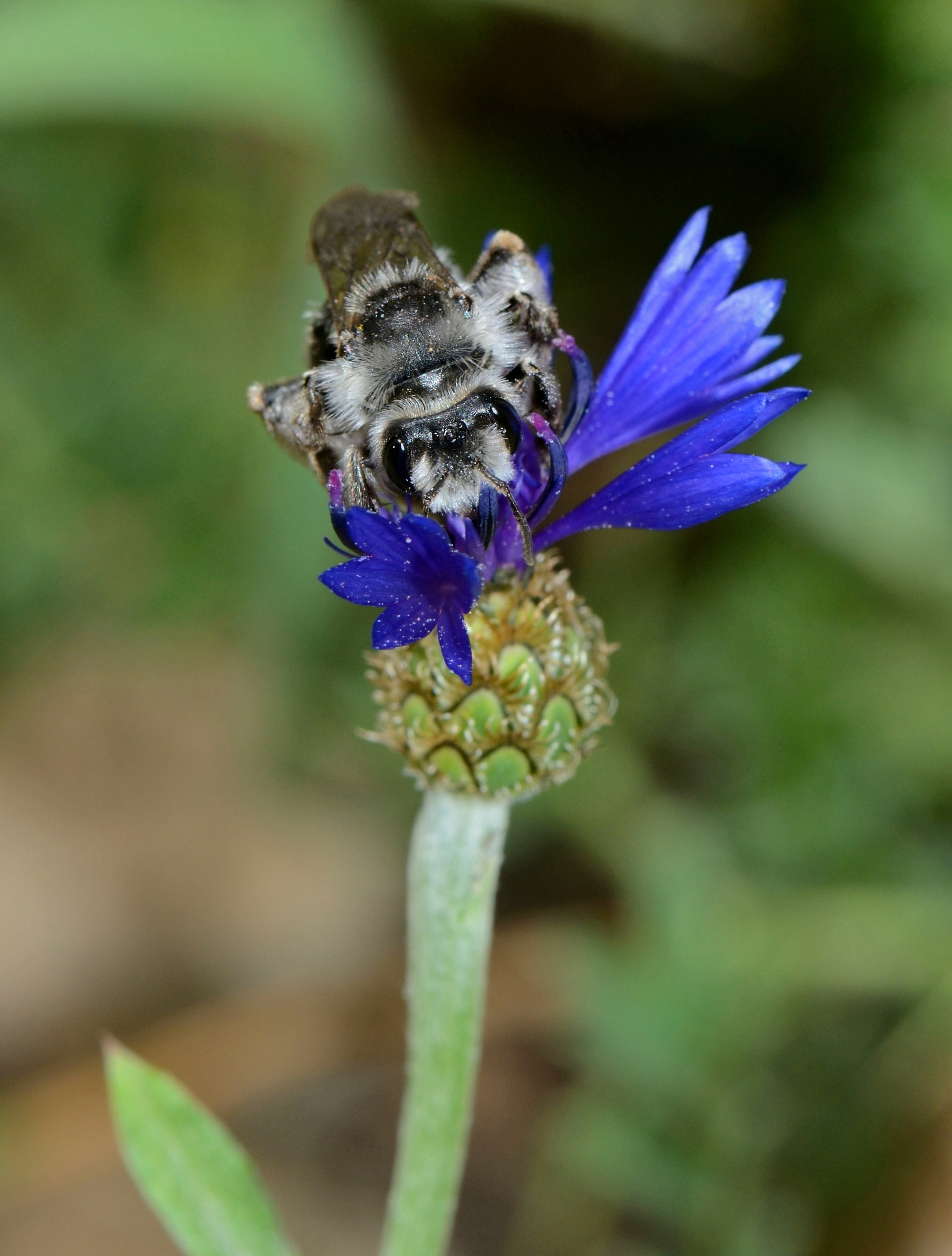